# Herb gminy Chełmno
Herb gminy Chełmno – symbol gminy Chełmno, ustanowiony 17 czerwca 1996.

## Wygląd i symbolika
Herb przedstawia na tarczy w polu białym otoczonym ciemnozłotą bordiurą dwie niebieskie faliste linie, a na nich złoty kłos zboża z fragmentem herbu miasta Chełmno, czyli dziewięć brązowych pagórków, a na środkowym złoty krzyż maltański.